# Меркулов, Михаил Александрович
Михаи́л Алекса́ндрович Мерку́лов (1875 — 9 декабря 1937) — эсер, депутат Государственной думы I созыва от Курской губернии.

## Биография
Родом из крестьянской семьи села Стаканово Щигровского уезда Курской губернии. Отец был управляющим имением. Получил общее начальное в уездной школе и Щигровском уездном училище, а затем и агрономическое образование в высшей сельскохозяйственной школе. Земледелец и садовод. Был в Курской губернской земской управе помощником щигровского уездного агронома и практикантом по сельскому хозяйству. Владел земельным наделом в 60 десятин.
С 1903 года член партии социалистов-революционеров. Среди лидеров социалистов-революционеров  в Щигровском уезде Курской губернии. В 1905 году, сочувствуя народникам, работал в Кременчуге под подпольной кличкой «Дядя», выполнял отдельные технические поручения. В 1906 и 1907 годах участвовал в Крестьянском союзе социалистов-революционеров  Избран от крестьян Щигровского уезда в состав депутации к императору Николаю II, но был вычеркнут из депутатского списка курским губернатором ввиду «неблагонадежности». Арестован по распоряжению местной администрации. Выпущен из тюрьмы накануне выборов в Государственную думу I созыва. Отправлен в административном порядке в ссылку в Архангельскую губернию.
26 марта 1906 избран в Государственную думу I созыва от общего состава выборщиков Курского губернского избирательного собрания. Входил в Трудовую группу. Член Аграрной комиссии. Подписал законопроект «33-х» по аграрному вопросу и заявление об образовании местных аграрных комитетов. Участвовал в прениях по вопросам об ответном адресе и аграрному. Придерживался идеи национализации земли и безвозмездной передачи её крестьянам на уравнительных началах. В мае 1906 года после поездки в Курскую губернию, где встречался с избирателями, на одном из заседаний Трудовой группы представил отчёт о поездке.
Член редколлегий газет «Известия крестьянских депутатов», «Трудовая Россия» (1906), редактор газеты «Голос» (1906). В 1907 году участвовал в вооружённом восстании в Щигровском уезде («Щигровская республика»). Арестован в январе 1908 году в Петербурге.  а в июне 1909 (по другим сведения  в июле)  приговорён Временным военным судом в Курске к смертной казни. По ходатайству председателя 3-й Государственной Думы Н. А. Хомякова смертная казнь заменена 10 годами каторги. Отбывал каторгу в Тобольском (до 1913) и Александровском (до 1917) централах.
Освобожден только после Февральской революции 1917. Делегат 1-го Всероссийского съезда крестьянских депутатов в Петрограде, член исполкома Всероссийского Совета крестьянских депутатов. В сентябре 1917 года присутствовал на Демократическом совещании в Петрограде. 3 октября 1917 года избран кандидатом в члены Временного совета Российской республики (Предпарламент) от Советов крестьянских депутатов.
Депутат Учредительного собрания от Курского избирательного округа по списку № 1 (партия эсеров), участник заседания Учредительного собрания 5 января 1918. Позднее примыкал к группе «Народ». После конца Гражданской войны начал работать агрономом-садоводом в совхозе «Хава» Рождественско-Хавского района Центральной Чернозёмной области.
Член Всесоюзного общества бывших политкаторжан и ссыльнопоселенцев. Арестован 21 сентября 1930 г. ОГПУ по ЦЧО. Коллегия ОГПУ 18 февраля 1931 году обвинила его по ст. ст. 58-10, 58-11 в том, что, он примыкал к Трудовой крестьянской партии, пропагандировал идеалы этой партии, хранил нелегальную литературу, осужден по делу Трудовой крестьянской партии, приговорён к высылке на Урал на 3 года с конфискацией имущества и высылкой туда же на Урал семьи. Данное дело было прекращено, и по нему он был реабилитирован 28 мая 1957 году Военным трибуналом Воронежского военного округа.
После освобождения жил в Болшеве, работал в производственной артели. По другим сведениям в Москве, работал в артели «Багет».
Арестован 10 февраля 1937 года. Приговорен Тройкой при УНКВД по Курской области 9 декабря 1937 г., по обвинению по статьям 58-10, 58-11 УК РСФСР, «за участие в контрреволюционной эсеровской организации, в проведении антисоветской деятельности» к расстрелу. Расстрелян в Курске 9 декабря 1937 года.
Реабилитирован по этому делу в 1989 году.

### Рекомендуемые источники
- Колесниченко Д. А. Трудовики в первой российской революции. — М., 1985.
- Колесниченко Д. А. Состав Трудовой группы в I и II Государственных думах: Сводная таблица членов фракции. — М., 1988. — С. 44-46.
- Политические партии России. Конец XIX первая треть XX века: Энциклопедия. — М., 1996.
- Российский государственный исторический архив. Фонд 1278. Опись 1 (1-й созыв). Дело 65. Лист 26 оборот; Фонд 1327. Опись 1. 1905 год. Дело 141. Лист 14 оборот-15.